# Amphicosmus arizonensis
Amphicosmus arizonensis là một loài ruồi thuộc họ Bombyliidae. Loài này có ở Arizona.